# Bellyache
Bellyache è un singolo della cantante statunitense Billie Eilish, pubblicato il 24 febbraio 2017 come secondo estratto dal primo EP Don't Smile at Me.

## Descrizione
Bellyache è una canzone midtempo elettropop, con influenze R&B, hip hop, latine e deep house. Le sue strofe includono una chitarra acustica, mentre il ritornello ha elementi synth.
Secondo quanto dichiarato dalla cantante, il testo della canzone è stato scritto da una prospettiva completamente fittizia di uno psicopatico che uccide chi è vicino a lui, compresi i suoi amici e il suo amante, ma si sente pentito per questo. Ha detto che, più in via generale, la canzone parla del "concetto di colpa".

## Video musicale
Il video musicale è stato reso disponibile il 22 marzo 2017.

## Tracce
Testi e musiche di Billie Eilish O'Connell e Finneas Baird O'Connell.
Download digitale
1. Bellyache – 2:59

Download digitale – Marian Hill Remix
1. Bellyache (Marian Hill Remix) – 3:40

## Formazione
- Billie Eilish – voce
- Finneas Baird O'Connell – produzione, ingegneria del suono
- John Greenham – mastering
- Rob Kinelski – missaggio

## Classifiche

### Classifiche settimanali
| Classifica (2018-19) | Posizione massima |
| -------------------- | ----------------- |
| Australia            | 66                |
| Canada               | 65                |
| Corea del Sud        | 197               |
| Grecia               | 54                |
| Irlanda              | 39                |
| Lettonia             | 48                |
| Lituania             | 26                |
| Portogallo           | 69                |
| Regno Unito          | 79                |
| Slovacchia           | 85                |
| Stati Uniti          | 103               |

### Classifiche di fine anno
| Classifica (2019) | Posizione |
| ----------------- | --------- |
| Portogallo        | 144       |